# Cinetoscópio
O cinetoscópio (em inglês: Kinetoscope) é um dispositivo de exibição de filmes antigos, projetado para filmes a serem vistos por uma pessoa de cada vez através de uma janela de visualização. O cinetoscópio não era um projetor de filmes, mas introduziu a abordagem básica que se tornaria o padrão para toda projeção cinematográfica antes do advento do vídeo: ele criou a ilusão de movimento ao transmitir uma tira de filme perfurado com imagens sequenciais sobre uma fonte de luz com um obturador de alta velocidade. Descrita pela primeira vez em termos conceituais pelo inventor norte-americano Thomas Edison em 1888, foi amplamente desenvolvida por seu empregado William Kennedy Laurie Dickson entre 1889 e 1892. Dickson e sua equipe no laboratório Edison em Nova Jersey também desenvolveram o Kinetograph, uma câmera cinematográfica inovadora com movimento rápido intermitente, ou stop-and-go, para fotografar filmes para experimentos internos e, eventualmente, apresentações comerciais de cinetoscópio.
Um protótipo de cinetoscópio foi demonstrado pela primeira vez semipublicamente aos membros da Federação Nacional de Clubes de Mulheres convidados para o laboratório Edison em 20 de maio de 1891. A versão completa foi revelada publicamente no Brooklyn dois anos depois, e em 14 de abril de 1894, a primeira exibição comercial de filmes da história ocorreu em Nova York, usando dez cinetoscópios. Fundamental para o nascimento da cultura cinematográfica americana, o cinetoscópio também teve um grande impacto na Europa; sua influência no exterior foi ampliada pela decisão de Edison de não buscar patentes internacionais sobre o dispositivo, facilitando inúmeras imitações e melhorias na tecnologia. Em 1895, Edison introduziu o Kinetophone, que se juntou ao cinetoscópio com um fonógrafo de cilindro. A projeção de filmes, que Edison inicialmente desdenhou como financeiramente inviável, logo substituiu o modelo de exibição individual do cinetoscópio. Numerosos sistemas cinematográficos desenvolvidos pela empresa de Edison nos últimos anos foram comercializados com o nome de Projecting Kinetoscope.

## Galeria

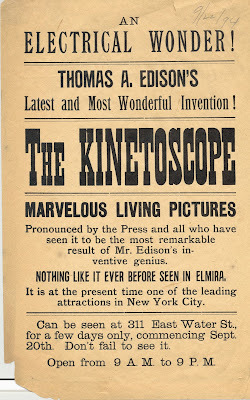
Anúncio para a exposição Kinetoscope em Elmira, Nova York, setembro de 1894
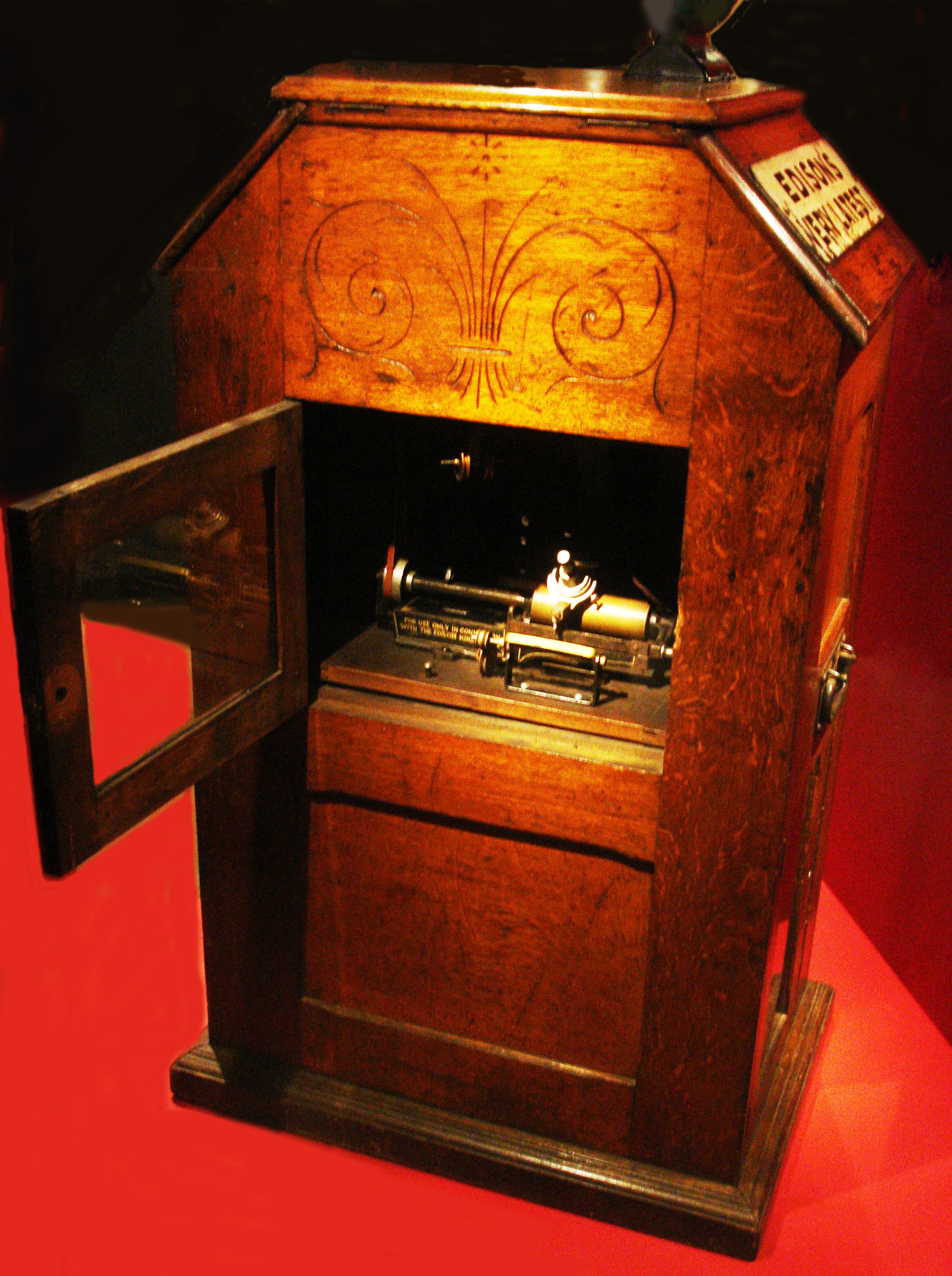
Vista traseira de um gabinete Kinetophone, mostrando seu fonógrafo de cilindro de cera acionado por correia
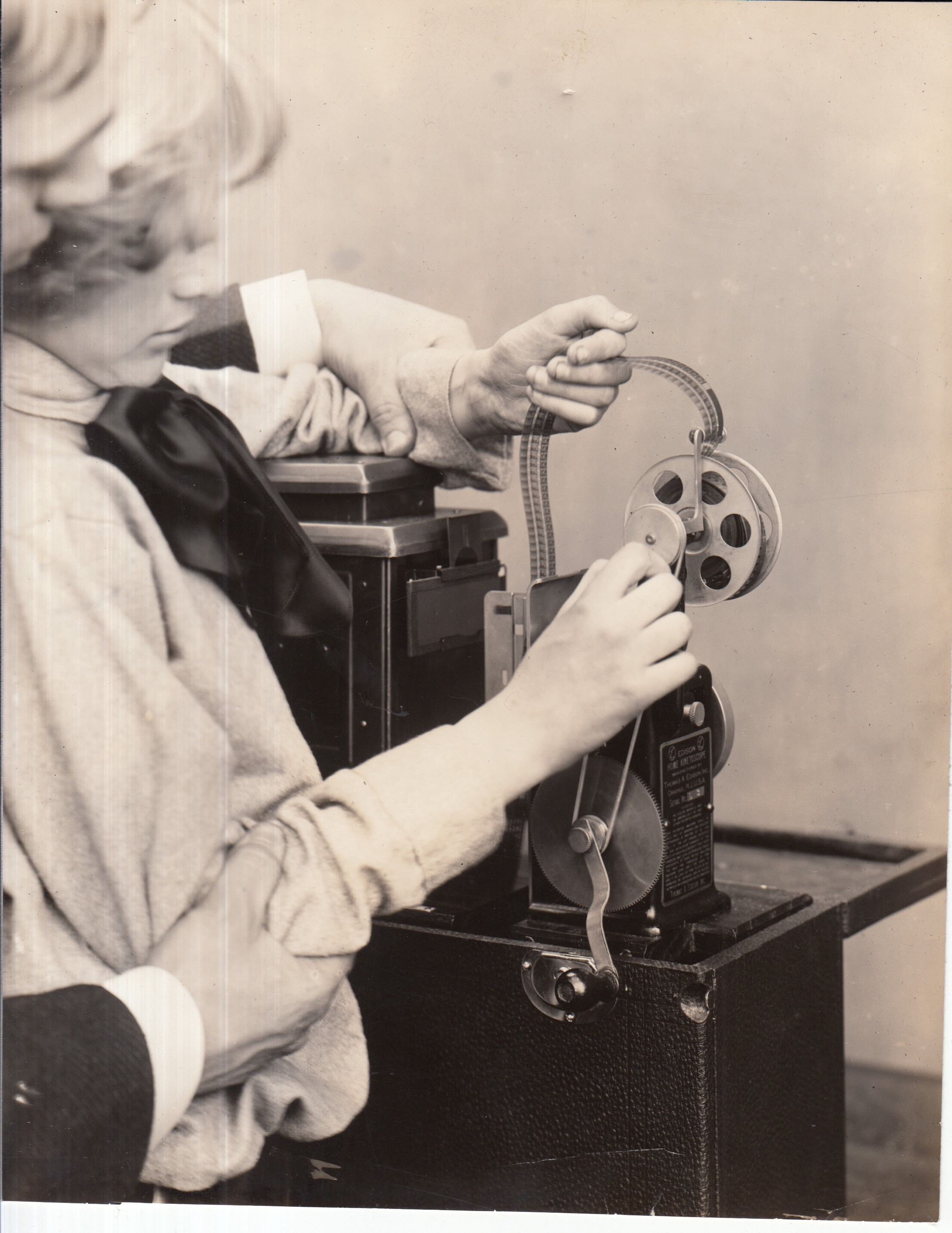
Filme de coluna tripla sendo rosqueado através do cinetoscópio de projeção doméstica, 1912
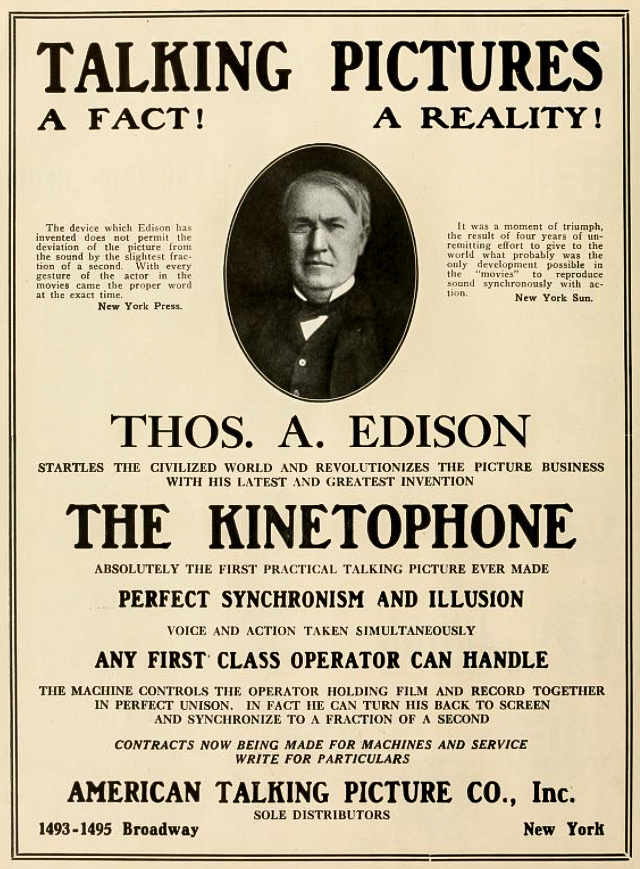
Promoção da projeção do sistema cinetofônico, janeiro de 1913
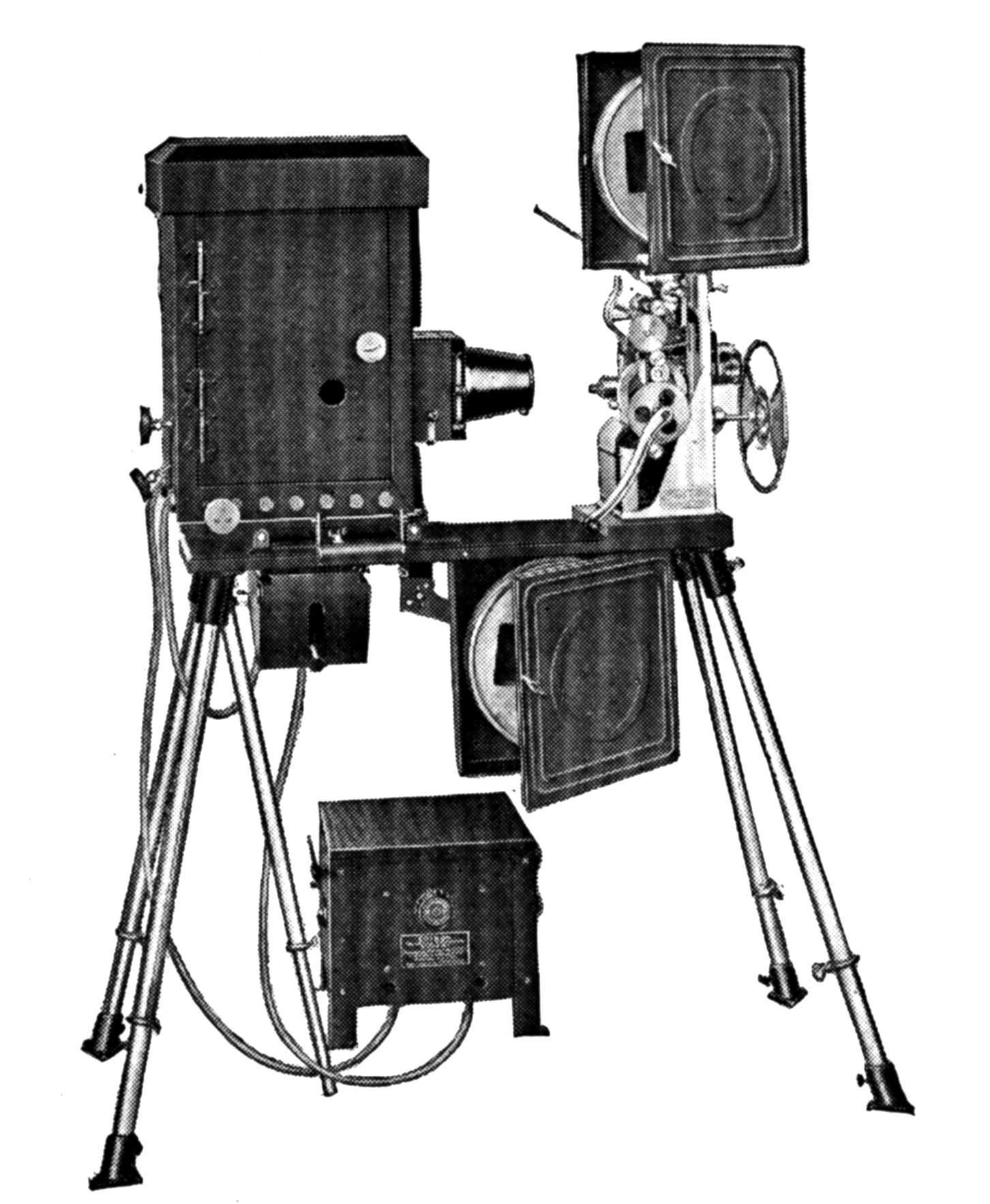
Projecting Kinetoscope, 1914

### Kinetoscope films
- Library of Congress—Inventing Entertainment: The Early Motion Pictures and Sound Recordings of the Edison Companies cinco filmes de 1891 a 1895 (a datação da "cena de rua de Nova York" para "1889 ou 1890?" é impossível – nenhuma câmera na Terra capaz de filmar um filme de 16 metros de comprimento existia na época)
- Blacksmith Scene (também conhecido como Blacksmiths, 1893) parte da coleção Henry Ford.
- The Strong Man (também conhecido como, 1894 [desatualizado como 1895]) para os primeiros 14 segundos da versão da Biblioteca do Congresso, a imagem é invertida desta – a versão da Biblioteca emenda nesse ponto e as duas versões são depois alinhadas; parte da coleção Henry Ford.
- The Butterfly Dance (also known as Anna Belle Butterfly Dance, 1894/95) faz parte da coleção Henry Ford
- Anna Belle Serpentine Dance (1895) versão colorida à mão.